# Người Tripura
Người Tripura (còn được gọi là Tipra, hay Tipperah) là một dân tộc, những cư dân đầu tiên và nguyên bản của vương quốc Twipra vùng Đông Bắc Ấn Độ và Bangladesh. Người Tripura thông qua hoàng tộc nhà Debbarma đã cai trị vương quốc Tripura hơn 2,000 năm cho đến khi sáp nhập vào Liên minh Ấn Độ năm 1949.

## Ngôn ngữ
Người Tripura đa phần chủ yếu nói tiếng địa phương Kokborok, một phương ngữ của các bộ tộc người Debbarma được nói rộng rãi ở Agartala và là ngôn ngữ chính thức thứ hai của Tripura. Ước tính có khoảng 1,000,000 người nói tiếng địa phương Tripura ở Tripura, một số khác ở Mizoram và Assam thuộc Ấn Độ và Nepal, Sylhet và Chittagong ở Bangladesh.

## Tôn giáo
Theo một cuộc điều tra tôn giáo dân số năm 2001, phần lớn người Tripura là các tín đồ Ấn Độ giáo.

## Xã hội
Người Tripura có một truyền thống phong phú về lịch sử, xã hội và văn hóa hoàn toàn khác biệt với người Ấn Độ đại lục. Văn hóa khác biệt của họ – được phản ánh trong nhảy múa, ca nhạc, lễ hội, quần áo, trang phục và những nếp sống – có một cơ sở vững chắc.
Những phân tộc Tripura chính bao gồm:
- Debbarma
- Tripura
- Reang hay Bru
- Jamatia
- Koloi
- Noatia
- Murasing
- Uchoi
- Darlong

## Cuộc sống hàng ngày
Người Tripura sông trên những sườn đồi trong một nhóm có từ năm đến năm mươi gia đình. Nhà ở của họ được làm từ tre (mà trong tiếng Kokborok gọi là ua) cao từ 5 đến 6 foot (tương đương bằng độ cao khoảng 1,524 cho đến 1,8288 mét) để bảo vệ họ khỏi sự nguy hiểm đến từ những động vật hoang dã. Ngày nay một phần đáng kể những người Tripura thuộc cộng đồng này sống ở đồng bằng và dựng nhà cửa giống như người đồng bằng, áp dụng những hình thứ canh tác của người đồng bằng và còn học hỏi họ những khía cạnh sống khác.

## Những trò chơi và thể thao tiêu khiển
Giống như những dân tộc khác trên thế giới, người Tripura cũng có các hoạt động thể thao và trò tiêu khiển truyền thống. Nó phổ biến với hầu hết các phân tộc người Tripura. Được gọi là thwngmung trong phương ngữ Tripura. Ngày nay những trò chơi này đang dần bị lãng quên, vì người Tripura đã dần bị hấp dẫn theo những trò chơi tiêu khiển hiện đại của người đồng bằng. Những một số hình thức thể thao truyền thống vẫn còn được bảo tồn và lưu truyền ở vùng ngoại ô Tripura.